# Angelo Bassini
Angelo Bassini, né le 28 juillet 1946 à Predappio en Émilie-Romagne, est un coureur cycliste italien, professionnel de 1970 à 1973.

## Palmarès
- 1968
  - Trofeo Angelo Dall'Agata
- 1969
  - Tour des Abruzzes :
    - Classement général
    - 3e étape

  - Coppa Cicogna
- 1971
  - 2e du Tour des trois provinces

## Résultats sur les grands tours

### Tour d'Italie
4 participations
- 1970 : 26e
- 1971 : 43e
- 1972 : 67e
- 1973 : 80e